# 阿里山貴賓館
阿里山貴賓館，是位於嘉義縣阿里山鄉阿里山森林遊樂區內興建於1914年至1920年的嘉義營林所出張所之招待所，1925年後陸續有日本皇室成員留宿。1945年臺灣光復後，總統蔣中正於1949年至1951年間連續三年前往避暑，因而成為各地分佈的蔣公行館之一。2009年3月2日獲嘉義縣政府公告為縣定古蹟。

### 歷史
阿里山貴賓館建於臺灣日治時期，是提供日本皇族與高級官員赴臺登阿里山視察時留宿使用的和洋折衷建築，建材採用阿里山紅檜與扁柏木料並使用傳統木榫工法未使用一根釘子，建地約180餘坪、總面積380餘坪，內部陳設的中西桌椅寢具與各項器物均極精緻，當地居民因而稱之為「貴賓館」。1927年日本皇室成員朝香宮鳩彥王、1928年久邇宮朝融王及梨本宮守正王與1935年久邇宮邦彥王曾於此留宿，同年日本殖民當局於臺灣舉辦始政四十年博覽會時重新整修貴賓館作為整個展覽會的一部分，並興建第二代建築體。1941年閑院宮春仁王來訪。1949年以後陸續由兩蔣與副總統嚴家淦使用。
2009年3月2日，嘉義縣政府文化觀光局以「阿里山貴賓館」登錄為嘉義縣縣定古蹟。2023年5月，林保署嘉義分署以新台幣6226萬餘元整修完工，2024年計畫委外招商。

### 建築
貴賓館位於阿里山森林鐵道神木至沼平車站間的區域，建物內置玄關、會議室、會客室、寢室、幕僚與侍衛休息室、廚房與浴室等房間，為因應阿里山山脈高寒多溼氣候而於室內設有壁爐且特別墊高周圍石造地基以隔絕地面濕氣。總統蔣中正進駐後，基於安全理由將房舍外觀油漆為草綠色作為保護色調以強化國安與防護並延續迄今。庭院遍植吉野櫻、八重櫻、紫藤等花木。全館只有每週三自由開放，週一至週五僅接受團體預約，餘日休館。

## 外部連結
- 阿里山貴賓館 - 國家文化資產網 （页面存档备份，存于）
- 縣定古蹟-阿里山貴賓館
- 漫遊森林-第二管制哨與蔣公行館 Archive.today的存檔，存档日期2020-06-23
- 從圖書文獻資料看阿里山貴賓館之建築特色